# Out the Gate
Albums par Termanology
Politics as Usual
(2008)
Albums par DC
TrapJaw Affiliates Vol. 1
(2007)
Out the Gate est un album collaboratif de Termanology et DC, sorti le 27 janvier 2006.

## Liste des titres
| No  | Titre                                                       | Contient un (des) sample(s) de                            | Durée |
| --- | ----------------------------------------------------------- | --------------------------------------------------------- | ----- |
| 1.  | Statik Selektah Intro                                       |                                                           | 1:01  |
| 2.  | This is Hip-Hop                                             |                                                           | 4:07  |
| 3.  | Motion Picture                                              |                                                           | 3:42  |
| 4.  | 22 Years                                                    | Walkin' in the Rain With the One I Love du Love Unlimited | 4:33  |
| 5.  | Welcome 2 the Hood (featuring Krumbsnathca et Hectic)       |                                                           | 4:41  |
| 6.  | Out the Gate (featuring ST Da Squad)                        |                                                           | 3:36  |
| 7.  | Brotherly Love (featuring Easy Money et Snuk)               |                                                           | 4:01  |
| 8.  | Circle of Life (featuring Lee Wilson)                       |                                                           | 5:22  |
| 9.  | When We Were Kids (featuring Akrobatik et Jordan)           |                                                           | 2:37  |
| 10. | Baby (featuring Lee Wilson)                                 |                                                           | 3:45  |
| 11. | My Life (featuring L Da Headtoucha)                         | C.R.E.A.M. du Wu-Tang Clan                                | 4:33  |
| 12. | Ain't Gotta Be Rich To Ball (featuring Shells et Snuk)      |                                                           | 4:37  |
| 13. | Mommy, Daddy, Grandma                                       |                                                           | 4:16  |
| 14. | Never Be the Same (featuring Easy Money, Snuk et Checkmark) |                                                           | 4:26  |
| 15. | Takin' You With Me                                          | Search for Jenny de Francis Lai                           | 1:52  |
| 16. | Ain’t Fuckin’ With Me (featuring Prospect)                  |                                                           | 2:45  |
| 17. | Ready (featuring Esoteric et Guttamouf)                     |                                                           | 3:54  |
| 18. | P-N-C Outro                                                 |                                                           | 4:40  |
| 19. | The Anthem                                                  |                                                           | 3:58  |